# Liste des édifices religieux du Havre
Cet article présente la liste des édifices religieux situés dans le territoire de la ville du Havre.
Note : cette liste n'est pas exhaustive.

## Catholique
- Cathédrale Notre-Dame, rue de Paris.
- Église abbatiale Sainte-Honorine, rue du Prieuré/rue Élisée Reclus de Graville.
- Église Notre-Dame-de-Bon-Secours, rue de Verdun.
- Église du Sacré-Cœur, rue Boulard.
- Église Sainte-Anne, rue Raspail.
- Église Sainte-Cécile, place de la Liberté.
- Église Sainte-Jeanne-d'Arc, rue Charles Yvray au Fort de Tourneville.
- Église Sainte-Marie, place Jean le Brozec.
- Église Saint-Denis, place Henri Chandelier de Sanvic.
- Église Saint-François, place du Père Arson.
- Église Saint-Jean-Baptiste rue Théophile Gautier de Bléville.
- Église Saint-Joseph, boulevard François Ier.
- Église Saint-Julien, rue Maurice Blard des Rouelles.
- Église Saint-Michel, parvis Saint-Michel.
- Église Saint-Nicolas, rue de L'Église de Saint-Nicolas.
- Église Saint-Paul, rue des Œillets d'Aplemont.
- Église Saint-Vincent-de-Paul, place Saint-Vincent-de-Paul.
- Église Saint-Augustin-Notre-Dame de la Victoire, rue Gustave Nicolle.
- Église Saint-Pierre, avenus du 8 Mai 1945, de Caucriauville.
- Église Notre-Dame des Neiges, rue des Chantiers.
- Maison diocésaine, rue Séry.
- Centre Marial, rue Gustave Nicolle.

## Chapelles
- Chapelle Saint-Michel, rue Saint-Michel d'Ingouville.
- Chapelle du Carmel, rue Félix Faure.
- Chapelle des ursulines du collège des Ormeaux, rue Victoria.
- Chapelle de l'école Saint-Léon, rue Bourdaloue.
- Chapelle du lycée François Ier, rue Just Viel.
- Chapelle des Saints Apôtres, rue du Commandant Abadie.
- Chapelle du cimetière Sainte-Marie, rue Eugène Landoas.

## Protestant/Évangélique
- Temple réformé, rue Anatole France.
- Armée du Salut, avenue René Coty.
- Armée du Salut, rue Lamartine.
- Église évangélique, rue Cassard .
- Église évangélique, rue Michelet.
- Assemblée chrétienne vie nouvelle, rue Saint-Just.
- Église protestante la bonne nouvelle, rue de Verdun.
- Église évangélique, rue Lamartine.
- Église évangélique adventiste, rue Lord Kitchener.

## Musulman
- Mosquée Al Oumma, rue Lodi.
- Mosquée Ennour, rue Léon Peulevey.
- Mosquée, avenue du 8 Mai 1945.
- Mosquée cente Essalam, rue Edmond Casaux.
- Mosquée Fatih Camii, rue Evard Grieg.

## Israélite
- Synagogue, rue Victor Hugo.

## Églises millénaristes
- Église de Jésus-Christ des saints des derniers jours, rue Pierre Faure.
- Salle du royaume des témoins de Jéhovah, rue de Tourville